# Кілішоая (Молдова)
Кілішоая (рум. Chilișoaia) — село у Ніспоренському районі Молдови. Входить до складу комуни, адміністративним центром якої є село Болдурешть.

## Населення
За даними перепису населення 2004 року у селі проживали 165 осіб, усі — молдавани.